# Bror Jonson
Bror Adolf Jonsson, född 17 juli 1923 i Nordmalings församling, Västerbottens län, död där 5 februari 2005
, var en svensk målare.
Han var son till lantbrukaren Adolf Jonsson och Helena Landfors. Han studerade konst vid Skånska målarskolan 1949 och vid Otte Skölds målarskola 1950 samt bedrev självstudier under resor till Frankrike, Spanien och Italien. Han medverkade i samling- och vandringsutställningar arrangerade av Västerbottens läns konstförening samt från 1953 även med Karlskrona konstförening. En retrospektiv utställning med hans konst visades på Västerbottens museum 1956. Hans konst består av stilleben, figurmålningar och landskapsskildringar utförda i olja.